# العريش
العَرِيش مدينة تقع على ساحل البحر الأبيض المتوسط، شمال شرق سيناء في مصر، وهي عاصمة محافظة شمال سيناء، كما أنها عاصمة وأكبر مدن مركز العريش. وكذلك أكبر مدينة في شبه جزيرة سيناء، وتقع على ساحل البحر الأبيض المتوسط على بعد 344 كيلومترًا شمال شرق القاهرة و45 كيلومترًا غرب الحدود مع فلسطين. في العصور القديمة وأوائل العصور الوسطى كانت المدينة تُعرف بالإسم الإغريقي «رينوكورورا».
تَقع العريش عند مصب وادي العريش، وهو مجرى مائي سريع الزوال يبلغ طوله 250 كيلومترًا. تقع محمية الزرانيق في الجانب الغربي من العريش.

## الجغرافيا

### المناخ
| البيانات المناخية لـالعريش                               | البيانات المناخية لـالعريش | البيانات المناخية لـالعريش | البيانات المناخية لـالعريش | البيانات المناخية لـالعريش | البيانات المناخية لـالعريش | البيانات المناخية لـالعريش | البيانات المناخية لـالعريش | البيانات المناخية لـالعريش | البيانات المناخية لـالعريش | البيانات المناخية لـالعريش | البيانات المناخية لـالعريش | البيانات المناخية لـالعريش | البيانات المناخية لـالعريش |
| الشهر                                                    | يناير                      | فبراير                     | مارس                       | أبريل                      | مايو                       | يونيو                      | يوليو                      | أغسطس                      | سبتمبر                     | أكتوبر                     | نوفمبر                     | ديسمبر                     | المعدل السنوي              |
| -------------------------------------------------------- | -------------------------- | -------------------------- | -------------------------- | -------------------------- | -------------------------- | -------------------------- | -------------------------- | -------------------------- | -------------------------- | -------------------------- | -------------------------- | -------------------------- | -------------------------- |
| الدرجة القصوى °م (°ف)                                    | 30.5 (86.9)                | 31.7 (89.1)                | 38.1 (100.6)               | 41.0 (105.8)               | 44.2 (111.6)               | 45.0 (113.0)               | 38.8 (101.8)               | 36.4 (97.5)                | 39.2 (102.6)               | 38.4 (101.1)               | 36.0 (96.8)                | 32.6 (90.7)                | 45.0 (113.0)               |
| متوسط درجة الحرارة الكبرى °م (°ف)                        | 18.8 (65.8)                | 19.3 (66.7)                | 21.3 (70.3)                | 25.4 (77.7)                | 27.6 (81.7)                | 30.4 (86.7)                | 31.6 (88.9)                | 29.3 (84.7)                | 30.2 (86.4)                | 28.2 (82.8)                | 24.8 (76.6)                | 20.5 (68.9)                | 25.6 (78.1)                |
| المتوسط اليومي °م (°ف)                                   | 12.6 (54.7)                | 13.1 (55.6)                | 15.0 (59.0)                | 18.4 (65.1)                | 21.0 (69.8)                | 24.3 (75.7)                | 26.0 (78.8)                | 26.2 (79.2)                | 24.4 (75.9)                | 21.8 (71.2)                | 17.7 (63.9)                | 13.9 (57.0)                | 19.5 (67.1)                |
| متوسط درجة الحرارة الصغرى °م (°ف)                        | 7.6 (45.7)                 | 7.9 (46.2)                 | 9.3 (48.7)                 | 12.1 (53.8)                | 14.5 (58.1)                | 17.8 (64.0)                | 20.2 (68.4)                | 19.1 (66.4)                | 19.3 (66.7)                | 16.3 (61.3)                | 12.0 (53.6)                | 8.9 (48.0)                 | 13.7 (56.7)                |
| أدنى درجة حرارة °م (°ف)                                  | 1.6 (34.9)                 | 0.9 (33.6)                 | 2.0 (35.6)                 | 5.6 (42.1)                 | 8.2 (46.8)                 | 10.9 (51.6)                | 16.3 (61.3)                | 19.5 (67.1)                | 15.1 (59.2)                | 11.0 (51.8)                | 1.7 (35.1)                 | 3.0 (37.4)                 | 0.9 (33.6)                 |
| الهطول مم (إنش)                                          | 28 (1.1)                   | 16 (0.6)                   | 13 (0.5)                   | 11 (0.4)                   | 1 (0.0)                    | 0 (0)                      | 0 (0)                      | 0 (0)                      | 0 (0)                      | 6 (0.2)                    | 9 (0.4)                    | 22 (0.9)                   | 106 (4.2)                  |
| متوسط أيام هطول الأمطار (≥ 1.0 mm)                       | 1.7                        | 1.2                        | 1.0                        | 0.3                        | 0.1                        | 0.0                        | 0.0                        | 0.0                        | 0.0                        | 0.3                        | 0.5                        | 1.0                        | 6.1                        |
| متوسط الرطوبة النسبية (%)                                | 71                         | 70                         | 71                         | 67                         | 68                         | 68                         | 70                         | 71                         | 73                         | 72                         | 70                         | 72                         | 70                         |
| المصدر #1: الإدارة الوطنية للمحيطات والغلاف الجوي (NOAA) |                            |                            |                            |                            |                            |                            |                            |                            |                            |                            |                            |                            |                            |
| المصدر #2: الخرائط المناخية                              |                            |                            |                            |                            |                            |                            |                            |                            |                            |                            |                            |                            |                            |

## السكان
بلغ عدد سكان العريش نحو 212,564 نسمة (إحصاء 2023) وتسكن في مدينة العريش قبائل الملالحة والتياها والسواركة ومزينة والترابين والشوربجي.
والعرايشية وهم سكان العريش الحضر الذين يعود معظمهم بنسبهم إلى حامية قلعة العريش التي ألغاها محمد علي فما كان من الجنود والضباط الذين جاؤوا من تركيا والبوشناق (البوسنة الحالية) إلا أن استقروا بعائلاتهم ومن هؤلاء الجنود والضباط والموظفين ينحدر معظم العرايشية ومنهم أولاد سليمان والأغوات والمماليك حسب مؤلف نعوم شقير تاريخ سيناء، وعائلة الكاشف متخلفو حامية قطية حسب مؤلف نعوم شقير تاريخ سيناء، والشرابجة متخلفو حامية الطينة حسب مؤلف نعوم شقير تاريخ سيناء، والشرفا وحجاب وهناك بين العرايشية من يعودون بنسبهم إلى أصول من وادي النيل مثل عائلة القصاص والمطري وعائلة الحجاوي الذين تربطهم مع زكريا الحجاوي صلة نسب، ومن العائلات المشهورة عائلة آل كريم وينحدرون من أل يعقوب وآل سليمان ومنهم تنحدر عائلة عثمان وهم من عائلات أولاد سليمان، هناك أيضًا «النخالوة» الذين يعودون بنسبهم إلى حامية قلعة نخل بوسط سيناء ولهم نفس أصول حامية قلعة العريش وإن كانت طباعهم تميل إلى البداوة نظراً لاحتكاكهم التاريخي ببدو سيناء في الوسط خصوصاً قبيلة الملالحة العوامر والتياها. أما الفواخرية فلهم حي خاص بهم وهم من بني عقبة كما جاء في قاموس القبائل والعائلات العربية المصرية. هناك أيضًا بين العرايشية من يعودون بنسبهم إلى قبائل بدوية مثل عائلة العيادي ويعودون لقبيلة العيايدة وعائلة الترباني الذين يعودون إلى قبيلة الترابين من البقوم.
ويتمركز البدو في مدينة العريش بالاحياء الشرقية والغربية والشمالية والجنوبية وفي حي الصفا يعيش فيه أعداد كبيرة من البدو من أبناء قبيلة التياها والسواركة.

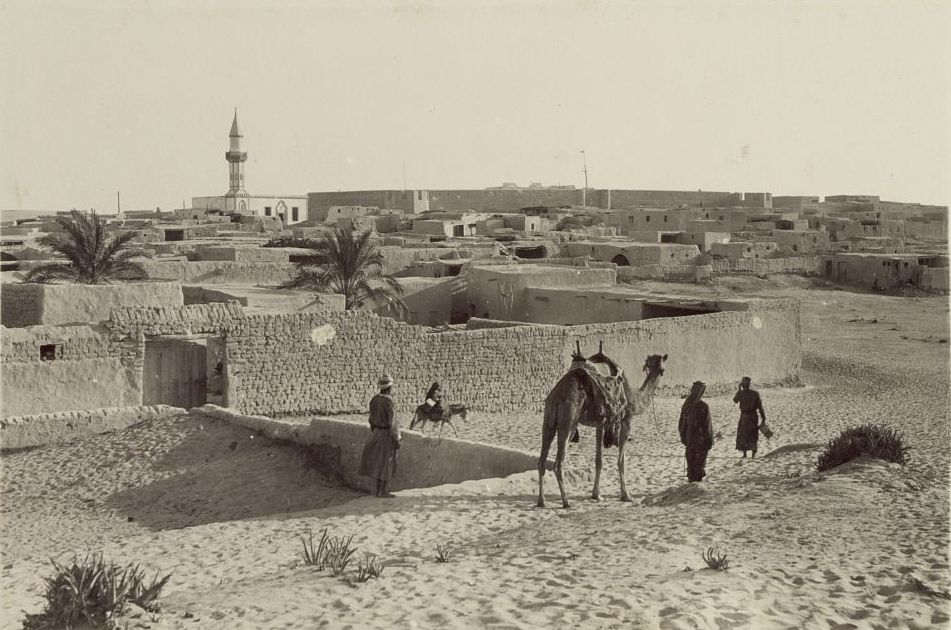
العريش سنة 1916

قبل أن تكون العريش عاصمة محافظة شمال سيناء كان يحكمها النظام البدوي والنظام القروي وهو نظام العمدة لذلك لقبت عائلة آل كريم بأنهم «العُمَد» لأن ظلت العمودية تحت أيديهم طوال فترة ما قبل السلام وكان بيت العمدة مفتوحا لكل الناس لحل المشاكل والمنازعات، ولم يغلق باب العمدة أبداً ومن أشهر من تولوا العمودية الحاج كريم عبد الشافي كريم والحاج صالح كريم الذي تُوفي في فترة الاحتلال ورفض ابنه الحاج رشدي صالح كريم تولي العمودية في عهد الاحتلال حتى لا يتعامل مع السلطة الصهيونية.
وبعد إحلال السلام في أرض العريش، استلمت الحكومة المصرية زمام أمرها وحوّلت إقليم سيناء إلى محافظتين، شمال سيناء وعاصمتها العريش وجنوب سيناء وعاصمتها مدينة الطور وأهم مدنها السياحية شرم الشيخ التي تعقد فيها معظم المؤتمرات واللقاءات الرئاسية. وأصبحت المنطقة منطقة لجذب السياح والمستثمرين والأهالي لسهولة العيش فيها وطيبة أهلها وتوافر كل الموارد للحياة الكريمة بأقل الأسعار حتى أصبح عدد الوافدين إلى العريش أكثر من عدد أهل العريش الأصليين العرايشية أنفسهم، وهناك الكثير من أهل العريش لم يستطيعوا الرجوع إلى العريش بعد العدوان الإسرائيلي وعملوا في الخارج وفي دول الخليج. ويعمل في مدينة العريش أبناء الوادي الذين جاؤوا بعد السلام وعودة سيناء إلى السيادة المصرية وغالبيتهم من موظفي الحكومة.

## مجتمع مدينة العريش

### ينقسم إلى ثلاث فئات رئيسية

#### أبناء القبائل
من بدو سيناء وهي القبائل العربية التي هاجرت من الجزيرة العربية واستوطنت بالمحافظة.

#### سكان المدينة
(الحضر) وهم خليط من المواطنين الذين استوطنوا هذه المدينة من أجناس وأعراق كثيرة.فمنهم عائلات من شرق الدلتا وخليط من صعيد مصر وعائلات من مسلمي البلقان (البوشناق) المهجرين عقب الحرب العالمية الأولي وأسر من فلسطنيين ٤٨ حاملي الوثيقة الخضراء

#### الوافدين
من شتى بقاع مصر بغرض التنمية والتوطين.

## التعليم
تتبع الكليات الواقعة في مدينة العريش جامعة العريش، ويأتي على رأسها: كلية التربية؛ وكلية العلوم الزراعية وكلية العلوم وكلية آداب وكلية الثروة السمكية وكلية تجارة وكلية اقتصاد منزلي وتمت الموافقة على افتتاح كلية طب بشري وكلية طب بيطري خلال الفترة القادمة وجامعة سيناء الخاصة والمعهد العالي للسياحة والفنادق والمعهد العالي للعلوم التجارية والحاسب الآلي والمعهد العالي للغات والمعهد العالي للهندسة والتكنولوجيا.

## السياحة

### محمية الزرانيق وبحيرة البردويل
تقع محمية الزرانيق في الجزء الشرقي من بحيرة البردويل على مسافة نحو 30 كيلومتراً غرب العريش. وتمثل هذه المنطقة أحد المفاتيح الرئيسية لهجرة الطيور في العالم، حيث أثبتت الدراسات أهمية المنطقة وموقعها الفريد الذي يربط بين قارات آسيا وأفريقيا وأوروبا، وتمثّله المنطقة كجسر عبور للطيور المهاجرة بين هذه القارات خاصة في فصلي الخريف والربيع من كل عام، فتهاجر الطيور من شرق أوروبا وشمال غرب آسيا وروسيا وتركيافي طريقها إلى وسط وجنوب شرق أفريقيا هرباً من صقيع الشتاء وسعياً وراء مصادر الغذاء الوفيرة مارة بهذه المحمية، وقد تستقر بعض أنواع من الطيور في البحيرات المصرية، وقد تم تسجيل 244 نوعاً من الطيور في المحمية تمثل 14 فصيلة أهمها البجع والبشاروش والبط والبلشون وأبو قردان واللقلق ومرزة الدجاج والصقر والسمان والحجوالة والحدأة والكروان والطيطوي والنورس وخطاف البحر والقمري والوروار والغراب والهدهد وأبوفصادة والدقناش والحميراء والأبلق وغيرها. أما جيولوجية المنطقة فإنها تعد مثالاً لبيئة ساحل البحر المتوسط ومناطق السنجات والأراضي الرطبة.
وتنتمي محمية الزرانيق للأراضي الرطبة بحوض البحر المتوسط وتشغل مساحة 250 كم٢ بالجزء الشرقي لبحيرة البردويل وتقع على مسافة 35 كم غرب مدينة العريش و120 كم من قناة السويس، وتضم المحمية: بحيرة الزرانيق والجزر الرملية داخلها وامتداد الحاجز الرملي الذي يفصلها عن البحر المتوسط شمالاً حيث تتصل ببوغاز الزرانيق وأبو صلاح وتقع المحمية في نطاق محيط الأراضي الرطبة شرقاً وجنوباً كما يقع في نطاقها موقعين أثريين هما: الفلوسيات والخوينات وتستقبل محمية الزرانيق نحو 270 نوعًا من أنواع الطيور المهاجرة من أوروبا وآسيا في مواسم هجراتها نحو أفريقيا، ومن هذه الطيور: الشرشير، البجع الأبيض، البشاروش، البلشون، الطيور الخواضة، النوارس، الخطافات، السمان، المرعى، الأبالق، كما تعيش 7 أنواع من الطيور المقيمة إقامة دائمة منها: المكاء، النكات، أبو الرؤوس السكندري، الخطاف الصغير.
وتتنوع الحياة البرية في المحمية حيث تنتشر في مياه بحيرتها الأسماك والكائنات البحرية الدقيقة وحشائش البحر وينمو على رمالها نحو 155 نوعًا من النباتات والأعشاب الرؤية والطبيعية (مثل: الثمام، السبط، العادر، الرتم، المتنان، الغردق، ذقن الجن)، وتعيش في نطاق المحمية كائنات برية من بينها 19 نوعًا من الثدييات (كاليربوع والقنافد وثعلب الفنك وقط الرمال) و24 نوعاً من الزواحف (مثل: سحلية الرمال، السقنقور، الدفان، قاضي الجبل، الحرباء، الورل، الحية القرعاء) بالإضافة إلى السلحفاة البرية المصرية، كما تعد المحمية أهم مواقع لتكاثر السلحفاة البرمائية بنوعيها: الخضراء وكبيرة الرأس. ولقد تم إدراج محمية الزرانيق ضمن قائمة رامسار العالمية، ويجري حاليًا تنفيذ مشروع صيانة الأراضي الرطبة والمناطق الساحلية بحوض البحر المتوسط ويهدف المشروع إلى تحقيق التنمية المستدامة في نطاق المحمية من خلال التوفيق بين مصالح السكان المحليين واعتبارات الحفاظ على الطبيعة بالمحمية، وتقدم المحمية مجموعة من الخدمات منها إمكان التخييم وأكشاك المراقبة ويوجد بالمحمية متحف وقاعة مؤتمرات.[بحاجة لمصدر]

### الأحراش الساحلية
اعتبرت منطقة الأحراش الساحلية الممتدة من العريش حتى مدينة رفح محمية طبيعية نظراً لما تضمه منطقة الغرود الرملية الممتدة على شكل شريط على ساحل البحر المتوسط، من مقومات بيئية فريدة ثم المساحات الكثيفة لأشجار الأكاسيا والشجيرات والأعشاب، ما يجعلها مورداً طبيعياً للمراعي ومأوى للحيوانات والطيور البرية ومصدر لتثبيت الكثبان الرملية ووقف زحف الرمال، إلا أن هذه الأحراش قد تعرضت من قبل لتقطيع جائر للأشجار والنباتات مما يلزم وتنميتها وترشيد الرعي فيها. وتضم هذه المنطقة أيضًا سبخة الشيخ زويد التي تعد واحدة من الأراضي الرطبة في سيناء، وتقع بمدينة الشيخ زويد على مسافة نحو كيلومترين من ساحل البحر المتوسط وتبلغ مساحتها حوالي كيلومترين مربعين وتحيط بها الكثبان الرملية وأشجار النخيل من الشمال والغرب وبعض الزراعات القليلة. أما من الجنوب فتحيط بها أشجار النخيل وزراعات اللوز والخوخ وبعض الحمضيات. وتعتبر سبخة الشيخ زويد من المناطق الهامة للطيور الشتوية التي تمر بالمنطقة مثل البط الشرشير الشتوي والسماري والخضاري والشهرمان والبلبول والغر والعديد من الطيور الخواضة مثل أبو الرؤوس المطوق، وأبو الروس سكندري، والمدروان والدريجة والطيطويق وأبو فصادة أسود الرأس، كما يتكاثر بالمنطقة عدة أنواع من الطيور أهمها أبو مغازل والزقزاق البلدي. كما تمر بها أنواع أخرى من الطيور في فصل الخريف مثل طائر المرعة ودجاجة الماء وطيور السمان.

### شاطئ العريش
ويشتهر باسم «شاطئ النخيل» نظراً لوجود أشجار النخيل على امتداد الشاطئ ويصل طول شاطئ العريش إلى نحو 10 كم ويتميّز هذا بوجود الكورنيش الذي تتوافر فيه جميع الخدمات السياحية وتطل عليه الشاليهات وعدد من المشروعات الفندقية والسياحية، كما تتوافر في نطاقه الرملي الناعم النظيف الخدمات الشاطئية المتنوعة بما في ذلك الكافتيريات ومراكز الخدمة والأدشاش والملاعب المفتوحة لمزاولة الأنشطة الرياضية المختلفة، كما تخدم الشاطئ وسائل مواصلات متنوعة في جميع الاتجاهات والمسارات بمدينة العريش، ويقع على امتداد البحر المتوسط شواطئ رفح والشيخ زويد والمساعيد والميدان وبالوظة.

### المعالم الأثرية بالعريش

#### قلعة العريش
المقالة الرئيسية: قلعة العريش
هي الأثر الوحيد الباقي بمدينة العريش بجوار سوق الخميس الإسبوعي بالفواخرية مسجلة بقرار الوزاري 282 لسنة 97 مساحتها 755 م كان بداخلها بئر وحديقة ومساكن الجند. وشهدت أحداث تاريخية هامة كمعاهدة العريش 1800 بين الأتراك والحملة الفرنسية وهي بحاجة لاستكمال أعمال الحفائر وبدء أعمال الترميم وهي من عصر السلطان سليمان القانوني.

## أحياء وقرى مدينة العريش
وتتكون مدينة العريش من المدينة القديمة وتوسعاتها (أحيائها) التى تضم : (المساعيد - ضاحية السلام - أبى صقل - الريسة - الفواخرية - الصفا - كرم أبو نجيلة - السلايمة - السمران - آل أيوب - عاطف السادات - وسط المدينة - العبـور - الزهور).
ويضم مركز العريش 4 قرى وهم: الميدان ــ السكاسكة ــ الطويل ــ السبيل.